# Charles Étienne Boniface
Charles Étienne Boniface (Paris, 2 février 1787 - Durban, 10 décembre 1853) est l'un des premiers professeurs de musique, dramaturges, journalistes polyglottes nés en France, à avoir passé toute sa vie en Afrique du Sud. Ses écrits et compositions figurent parmi les premières publications de la Colonie du Cap.

## Biographie

### Les premières années
C. E. Boniface naît le 2 février 1787 à Paris, un peu avant le déclenchement de la Révolution française. À l'âge de douze ans, il a les connaissances de base en espagnol, italien, portugais, latin, grec. Il écrit de courtes pièces de théâtre dans le style de Molière, joue de la guitare et sait danser.
En 1798, son père, geôlier de la prison du Temple, est banni de France, soupçonné d'avoir aidé le marin Sir Sidney Smith à s'échapper et à revenir en Angleterre. Smith aide en retour la famille Boniface à s'installer aux Seychelles, ancienne colonie française. Le jeune Boniface est inscrit chez les cadets de la Marine Royale. En 1806, la colonie du Cap passe aux mains des Britanniques et, l'année suivante, Boniface s'y rend, par le Mozambique, à bord d'un négrier portugais.

### Le Cap
Dans la ville du Cap, Boniface apprend l'allemand, le néerlandais, l'anglais et s'installe comme professeur de langues et professeur de musique, spécialisé dans la guitare française et espagnole.  Il est le premier à transcrire la musique locale.

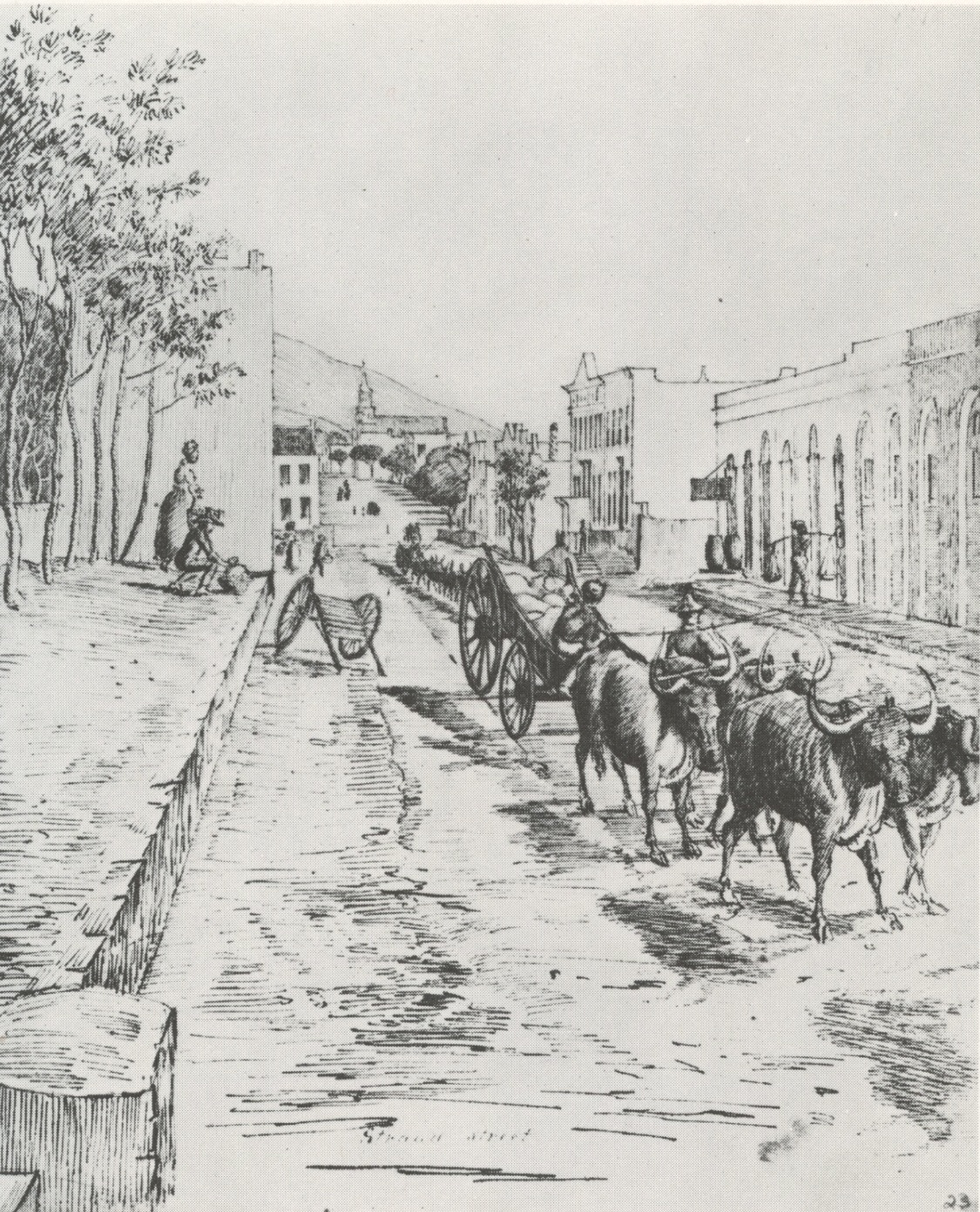
Strand Street, dans la ville du Cap à l'époque de Boniface.

Au début du XIXe siècle, le théâtre est l'une des principales activités de loisir au Cap. Boniface, écrit en anglais, en néerlandais (avec les premiers mots d'afrikaans ) et aussi dans sa langue maternelle, le français. Il est l'un des auteurs les plus populaires de la colonie. Il écrit une série de pièces, dont L'Enragé (1807), qui, en 1823, est traduit en néerlandais par Joseph Suasso de Lima, avec le titre De Dolzinnige de Gewaande Dolleman. En 1813, il produit un ballet-pantomime Het beleg en het Niémen-van Troyen (Le siège et la prise de Troie). En 1826, il traduit Le Bourgeois gentilhomme en néerlandais sous le titre De Burger, Edelman.
En 1828, il est traducteur assermenté à la Cour suprême, dans la ville du Cap.
Parmi ses productions en langue française, figure la Relation du naufrage de l'Éole, publié en 1829, dossier de l'itinéraire des survivants de l’Éole, un navire français de Bordeaux qui a fait naufrage au large de la côte des cafres, en provenance de l'île Bourbon,,,.
En 1830, trois ans après avoir été déclaré en faillite à la suite d'une action en diffamation, il devient le premier éditeur en langue néerlandaise du journal De Zuid-Afrikaan, fonction qu'il occupe seulement pendant six mois. Mais le Zuid-Afrikaan poursuivra sa carrière pendant cent ans. Comme éditeur, il met un point d'honneur à rapprocher les cultures hollandaise et anglaise.
Parmi ses œuvres remarquables à couleur locale figure De Nieuwe Ridderorde de Temperantisten (La Nouvelle Chevalerie ou les Sociétés de Tempérance) publié en 1832. La pièce est une satire de la vague puritaine britannique, attachée à la tempérance du temps. Il s'attaque en particulier à John Philip, de la London Missionary Society, qui prône l'égalité de tous les peuples libres à l'intérieur de la colonie. Bien que rédigé en néerlandais, le patois local (devenu plus tard l'afrikaans) est utilisé par les protagonistes de sa pièce. C'est l'une des premières œuvres de la littérature à utiliser l'afrikaans comme langue.
Entre 1837 et 1838, Boniface est rédacteur en chef de l'hebdomadaire bilingue De Meditator, publié par Cornelius Moll. Le magazine, qui cesse de paraître en 1838, lorsque Boniface le quitte avec C. Moll, exprime sa sympathie pour le mouvement des Voortrekkers.
En 1817, Boniface épouse Maria Geertruida Heyneman. L'année suivante nait leur premier enfant, Alexis, qui meurt en 1828, âgé de dix ans. Son épouse Maria décède en 1835, à l'âge de trente-neuf ans. Entre 1838 et 1843 Boniface a trois filles d'une relation avec une esclave affranchie du Mozambique nommée Constance Dorothée le Mordant,.

### Dernières années dans le Natal
En novembre 1843, Boniface obtient la permission de l'assemblée (Volksraad) de la République de Natal de créer un journal. Il quitte la Colonie du Cap pour éviter une nouvelle action en diffamation et déménage à Pietermaritzburg. Son journal, nommé De Natalier, est lancé le 5 avril 1844, alors que la République est passée sous contrôle Britannique sous le nom de Colonie du Natal. Le journal De Natalier a un tirage d'environ quarante exemplaires par semaine et succombe vite à la pression financière résultant d'actions en diffamation. La place qu'il laisse est occupée par The Natal Witness, lancé en 1846 par C. Moll, son ancien associé,,.
Il s'établit avec Constance Dorothée Le Mordant qui l'a suivi au Natal avec leurs trois filles, ce qui lui vaut le mépris de la population de la colonie.
Il se suicide au laudanum le 10 décembre 1853 à Durban à l'âge de 66 ans,.